# Садкув-Кольонія
Садкув-Кольонія (пол. Sadków-Kolonia) — село в Польщі, у гміні Бельськ-Дужий Груєцького повіту Мазовецького воєводства.
Населення — 81 особа (2011).
У 1975-1998 роках село належало до Радомського воєводства.

## Демографія
Демографічна структура станом на 31 березня 2011 року:
|          | Загалом | Допрацездатний вік | Працездатний вік | Постпрацездатний вік |
| -------- | ------- | ------------------ | ---------------- | -------------------- |
| Чоловіки | 41      | 12                 | 24               | 5                    |
| Жінки    | 40      | 9                  | 22               | 9                    |
| Разом    | 81      | 21                 | 46               | 14                   |